# William Cagney
Pour les articles homonymes, voir Cagney.
William Cagney est un acteur et producteur américain, né le 26 mars 1905 à New York, et mort à Newport Beach, Californie, le 3 janvier 1988 à 82 ans. Il était le frère cadet de l'acteur James Cagney.

## Biographie
En 1950, il travaille comme producteur sur le film noir Le Fauve en liberté (Kiss Tomorrow Goodbye) de Gordon Douglas. Son frère James tient le rôle principal et William y joue également un petit rôle en forme de clin d’œil, celui de son frère.

## Filmographie partielle

### Comme acteur
- 1933 : Ace of Aces, de J. Walter Ruben
- 1934 : Flirting with Danger de Vin Moore
- 1934 : Lost in the Stratosphere de Melville W. Brown
- 1934 : Palooka de Benjamin Stoloff
- 1935 : Stolen Harmony d'Alfred L. Werker
- 1939 : Le Châtiment (You Can't Get Away with Murder) de Lewis Seiler
- 1950 : Le Fauve en liberté (Kiss Tomorrow Goodbye) de Gordon Douglas

### Comme producteur
- 1940 : Ville conquise (City for Conquest), d'Anatole Litvak
- 1941 : The Strawberry Blonde, de Raoul Walsh
- 1941 : Fiancée contre remboursement (The Bride Came C.O.D.), de William Keighley
- 1942 : La Glorieuse Parade (Yankee Doodle Dandy), de Michael Curtiz
- 1942 : Les Chevaliers du ciel (Captains of the Clouds), de Michael Curtiz
- 1945 : Du sang dans le soleil (Blood on the Sun), de Frank Lloyd
- 1950 : Le Fauve en liberté (Kiss Tomorrow Goodbye) de Gordon Douglas
- 1951 : Fort Invincible (Only the Valiant), de Gordon Douglas
- 1952 : Les clairons sonnent la charge (Bugles in the Afternoon) de Roy Rowland
- 1953 : Un lion dans les rues (A Lion is the streets), ou L'Homme à abattre, de Raoul Walsh